# حمم (المكلا)

تعديل مصدري - تعديل

حمم هي إحدى قرى عزلة المكلا بمديرية المكلا التابعة لمحافظة حضرموت، بلغ تعداد سكانها 310 نسمة حسب تعداد اليمن لعام 2004.